# Кетрін Рассел Блікер

Кетрін Рассел Блікер з камерою, з публікації 1916 року.

Кетрін Рассел Блікер (5 травня 1893 — 1 лютого 1996), пізніше в житті Кетрін Блікер Мейгс, а пізніше Кетрін Б. Джобсон, була американською режисеркою в епоху німого. Її іноді описують як першу професійну операторку в американському кіно.

## Ранні роки
Кетрін Рассел Блікер народилася в Нью-Йорку, в родині Рассела Блікера та Емілі Фіск Блант Блікер.

## Кар'єра у кіно
Кетрін Блікер була професійною операторкою. Вона зняла три документальні фільми для Об'єднаного комітету з питань реформи в'язниць, про в'язниці штату Нью-Йорк, Sing Sing, Auburn, and Great Meadow: A Day in Sing Sing (1915), A Prison Without Walls (1915), та Within Prison Walls (1915). Фільми використовувались на лекціях про умови в'язниці та реформу в'язниць.
«Я мала різноманітний досвід роботи зі своїми фотографіями», — пояснила вона. «Я сиділа у літаку, знімала з буксирів та автомобілів, і завжди було багато сторонніх людей, готових та охочих заскочити в кадр та зіграти якусь роль». У 1916 році вона зняла фільм Man and Millionaire, за сценарієм написаним на конкурс у Pittsburgh Press. У 1918 році вона закінчила фільм Madame Spy, у якому знялися Джек Малхол, Вадсворт Гарріс, Джордж Гебхардт і Клер Дю Брей. Вона також рекламувала свої послуги з документування «дітей та соціальних подій … фабрик та обладнання». Вона зняла парад Дня пам'яті 1918 року в Натлі, штат Нью-Джерсі.
Вона також зняла деякі з перших «суспільних фільмів», з назвами, включаючи The Perils of Society, Skeins of Destiny, The Flame of Kapthur, The Smuggler's Revenge, Gloria, A Question of Fortune та A Romance by the Sea. Блікер створювала фільми, а заможні аматори виконували ролі для розваги своїх друзів або для заходів збору коштів.
Блікер стала менеджером кінотеатру в Нью-Йорку в 1918 році, коли її попередник пішов на війну. «Я збираюся довести, що управління театром — це як ведення домашнього господарства — робота жінки», — сказала вона. Також під час Першої світової війни знімала фільми для Американського Червоного Хреста.

## Пізніше життя
Блікер вийшла заміж за бізнесмена Вілліса Ноеля Мейгса у 1918 році. У них народився син Генрі Мейгс II (1921—2014), який став суддею і дочка Елізабет Блікер Мейгс Аверелл (1923—1957), яка стала автором дитячої книги. Мейгси розлучилися в 1939 році. Як Кетрін Блікер Мегс, вона запустила телеграфну службу з питань етикету, плануючи доставку букетів і навіть надаючи шаперонів на замовлення. Вона також читала лекції з етикету в Гантерському коледжі в 1937 і 1938 рр. Кетрін Блікер Мейгс була президентом Нью-Йоркської ліги ділових та професійних жінок у 1930-х роках.
Вона вийшла заміж повторно за керівника страхової компанії Альфреда Пірса Джобсона. Під час Другої світової війни вона організовувала радіопередачі для дітей-біженців, щоб вони мали змогу поспілкуватись в ефірі зі своїми батьками за кордоном. У 1943 році вона була призначена головою Vocational Services for the Civilian Activities Division of Army Emergency Relief, на яку покладено завдання шукати роботу для дружин та матерів солдатів. Вона овдовіла, коли Джобсон помер у 1974 році. Кетрін Блікер Джобсон померла на початку 1996 року у віці 102 років. Її маєток вартістю в понад 2 мільйони доларів був пожертвуваний на встановлення стипендій та професури Альфреда П. та Кетрін Б. Джобсон у Центр коледжі в Кентуккі; її син Генрі Мейгс II був опікуном школи.